# Densign White
Densign Emmanuel White (ur. 21 grudnia 1961 w Wolverhampton) – brytyjski judoka. Trzykrotny olimpijczyk. Piąty w Los Angeles 1984 i Seulu 1988 i siedemnasty w Barcelonie 1992. Walczył w kategorii 86 kg. 
Brązowy medalista mistrzostw świata w 1987 i piąty w 1989. Pięciokrotny medalista mistrzostw Europy; srebrny w 1987 i 1988 roku.
Triumfator igrzysk Wspólnoty Narodów w 1990 i drugi w 1986, gdzie reprezentował Anglię.
Mąż Tessy Sanderson, sześciokrotnej olimpijki, mistrzyni z Los Angeles 1984 w rzucie oszczepem.
- Turniej w Los Angeles 1984

Pokonał Erica-Louisa Bessiego z Monako, Alfonso Garcię z Hiszpanii i Magnusa Büchela z Liechtensteinu. Przegrał z Robertem Berlandem z USA i Brazylijczykiem Wálterem Carmoną.
- Turniej w Seulu 1988

Wygrał z Lucem Suplisem z Belgii, Sandro Lópezem z Argentyny, Williamem Vincentem z Nowej Zelandii i Chiu Heng-anem z Tajwanu. Przegrał z Władimirem Szestakowem z Rosji i Benem Spijkersem z Holandii.
- Turniej w Barcelonie 1992

Zwyciężył Hermate Souffranta z Haiti a przegrał z Yang Jong-okiem z Korei Południowej.